# André Rossignol
André Rossignol (ur. 9 sierpnia 1890, zm. 5 grudnia 1960) – francuski kierowca wyścigowy.

## Kariera
W swojej karierze wyścigowej Rossignol poświęcił się startom w wyścigach samochodów sportowych. W latach 1923-1926, 1928 Francuz pojawiał się w stawce 24-godzinnego wyścigu Le Mans. W pierwszym sezonie startów odniósł zwycięstwo w klasie 5, a w klasyfikacji generalnej uplasował się na ósmej pozycji. Rok później w klasyfikacji klasy 5 był drugi. W sezonie 1925 Rossignol odniósł zwycięstwo w klasie 5, co było równoznaczne ze zwycięstwem w całym wyścigu. Rok później powtórzył ten sukces, będąc pierwszym kierowcą, który obronił tryumf w 24-godzinnego wyścigu Le Mans. W 1928 roku stanął na trzecim stopniu podium zarówno w klasie 5, jak i w klasyfikacji generalnej.